# Spinotarsus elatior
Spinotarsus elatior är en mångfotingart som beskrevs av Kraus 1960. Spinotarsus elatior ingår i släktet Spinotarsus och familjen Odontopygidae. Inga underarter finns listade i Catalogue of Life.